# 弗里维尔-埃斯卡博坦
弗里维尔-埃斯卡博坦（法語：Friville-Escarbotin，法語發音：[fʁivil ɛskaʁbɔtɛ̃]）是法国上法蘭西大區索姆省的一个市镇，属于阿布维尔区。该市镇于1790-1794年间由弗里维尔（Friville）和埃斯卡博坦（Escarbotin）两地合并而成。

## 地理
弗里维尔-埃斯卡博坦（50°5'26"N, 1°32'59"E）面积8.86 平方千米，位于法国上法蘭西大區索姆省，该省份为法国北部沿海省份，北起加来海峡省和北部省，西接滨海塞纳省和大西洋英吉利海峡，南至瓦兹省，东临埃纳省。
与弗里维尔-埃斯卡博坦接壤的市镇（或旧市镇、城区）包括：沃德里库尔、万库尔、伊藏格雷梅尔、布尔瑟维尔、弗雷塞讷维尔、尼巴、圣布利蒙、蒂利。
弗里维尔-埃斯卡博坦的时区为UTC+01:00、UTC+02:00（夏令时）。

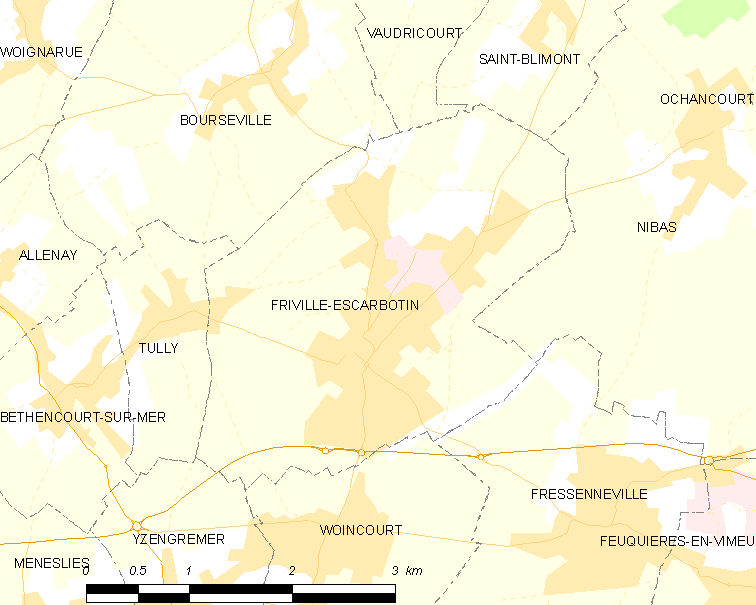
弗里维尔-埃斯卡博坦的OSM定位图

## 行政
弗里维尔-埃斯卡博坦的邮政编码为80130，INSEE市镇编码为80368。

## 政治
弗里维尔-埃斯卡博坦所属的省级选区为弗里维尔-埃斯卡博坦县。

## 人口

1962-2008年间弗里维尔-埃斯卡博坦人口变化图示

弗里维尔-埃斯卡博坦于2022年1月1日时的人口数量为4394人。